# كبلر-442b
كيبلر 442 بي (بالإنجليزية: Kepler-442b)‏ الذي يرمز له بالرمز Kepler-442b، هو كوكب خارج المجموعة الشمسية، يقع على بعد 1120 سنة ضوئية من الأرض، في كوكبة القيثارة، يتبع Kepler-442.

## الاكتشاف
اكتشف في 2015، وكانت طريقة الاكتشاف طريقة العبور.